# Mórocz

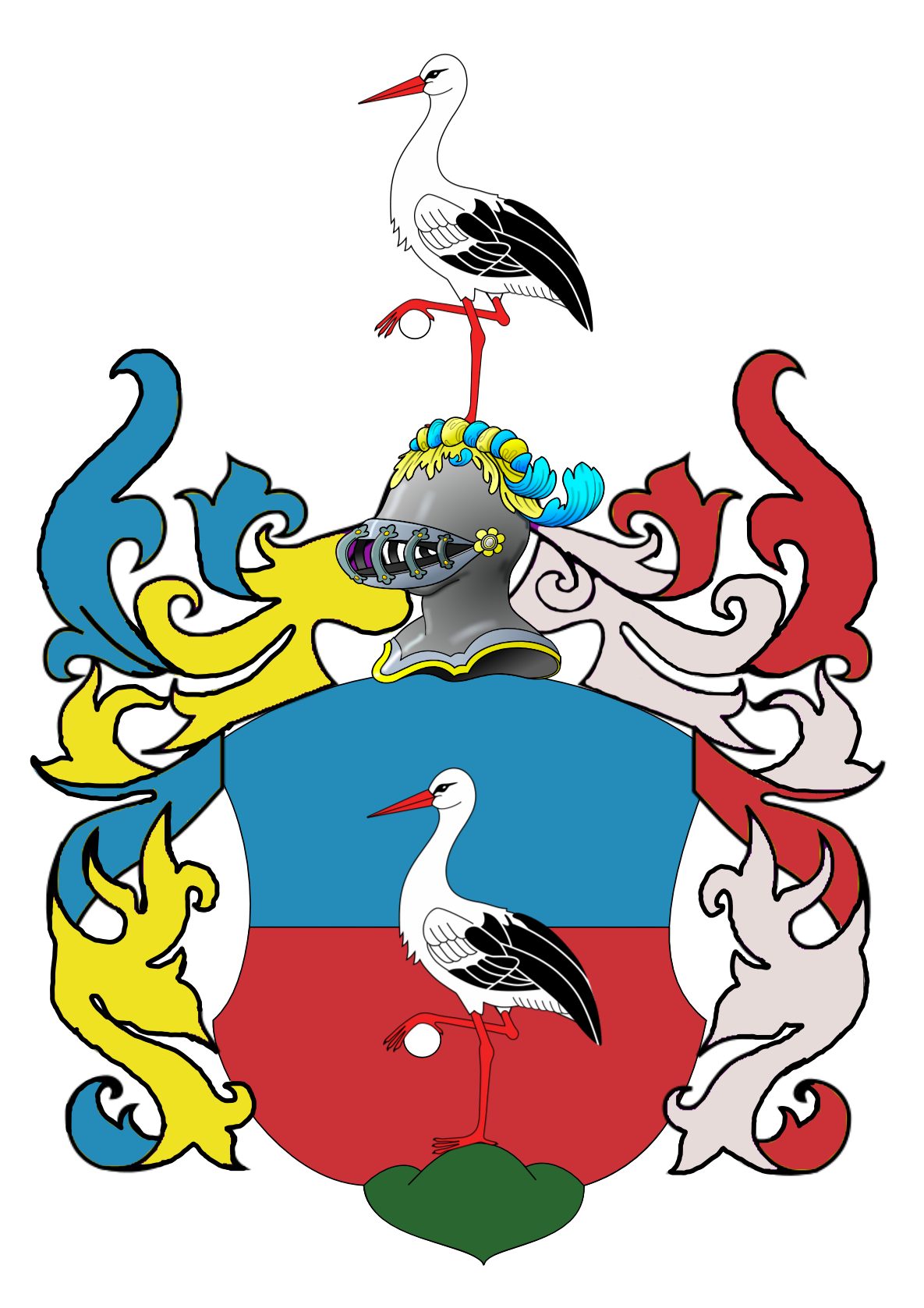
Mórocz von Beketfalva, das Wappen aus dem 16. Jahrhundert

Die Familie Mórocz, auch Mórócz genannt, ist ein altes ungarisches Adelsgeschlecht aus dem nördlichen Teil des Königreichs Ungarn (der heutigen Südwestslowakei). Mehrere Mitglieder der Familie bekleideten bedeutende Positionen in der Habsburgermonarchie.

## Geschichte
Die Familie Mórocz stammte aus dem niederen Adel (Prädialisten) des nördlichen Teils des ungarischen Königreichs (der heutigen Südwestslowakei) und war ursprünglich ein Zweig der Familie Karcsa (de genere Karcsai). Ihr erster bekannter Vorfahre war Maurícius (Móricz) aus der Familie Karcsai, ein Gutsbesitzer und Burgritter im Gebiet Csallóköz in Westungarn (heute Žitný ostrov in der Südwestslowakei).
Der Name Mórocz wurde erstmals von Joannes Mórocz de Móroczkarcsa (1291) verwendet. Joannes war der Sohn von Maurícius und Grundbesitzer des Dorfes Móroczkarcsa. Joannes war ein Prädialist des Erzbistums Esztergom. Joannesʼ Nachkommen erhielten später (1456, 1572) den Status eines „wahren Adligen“.
Die Familie Mórocz spaltete sich in zwei Zweige auf:
- Mórocz von Beketfalva (die Prestige-Filiale)
- Mórocz von Nagyabony (der mittelalterlich Zweig)

Die Familie Mórocz blieb den habsburgischen Monarchen treu. Antonius und sein Vater Petrus erhielten von Maximilian II. im Jahr 1572 für treue Dienste Wappen und Titel. Seit 1578 waren sie Eigentümer eines Anwesens in Beketfalva. Der vollständige Nachname der Familie lautete Mórocz von Beketfalva. Beketfalva ist ein Dorf östlich von Pressburg (ungarisch Pozsony), der heutigen Hauptstadt der Slowakei. Antoniusʼ Frau war Anna Bessenyei von Galántha, die Schwester von Ilona Bessenyei de Galántha, der Frau von Benedict Zerhas von Zerhashaz.

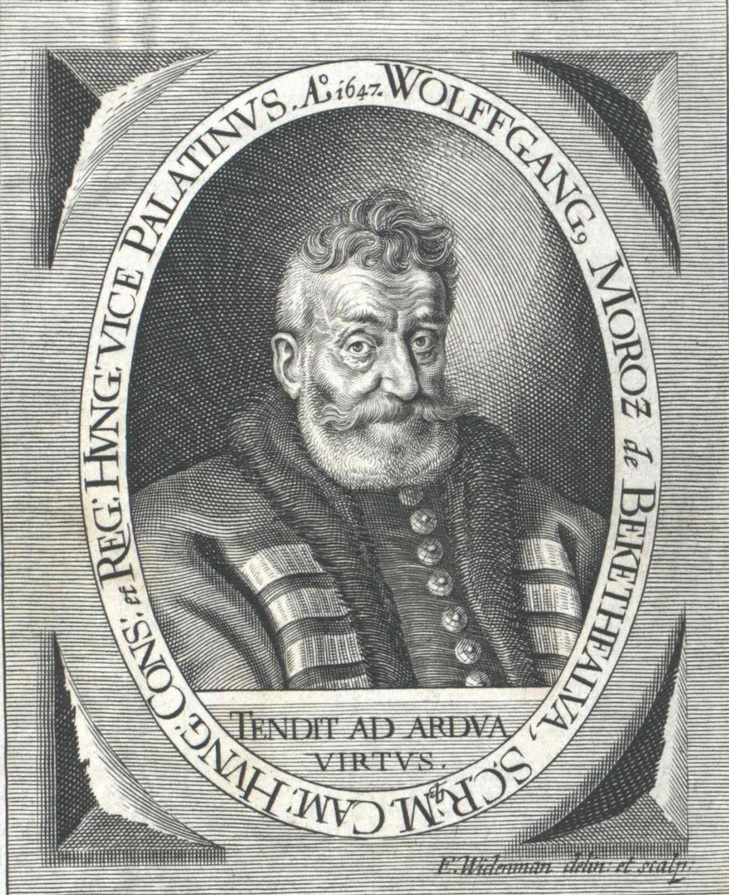
Wolfgang Mórocz von Beketfalva – Vizepalatin von Ungarn

Bekanntheit erlangte die Familie unter Wolfgang Mórocz (1575–1648). Während seiner  Karriere war Wolfgang Unterpräfekt der Region Pressburg, Ratsmitglied der ungarischen Kammer, regionaler Unterrichter und ungarischer Vizepalatin. Nikolaus Esterházy war Wolfgangs Gönner bis zu seinem Tod im Jahr 1645. Die Familie Esterházy war die Patronatsfamilie der Familie Mórocz.

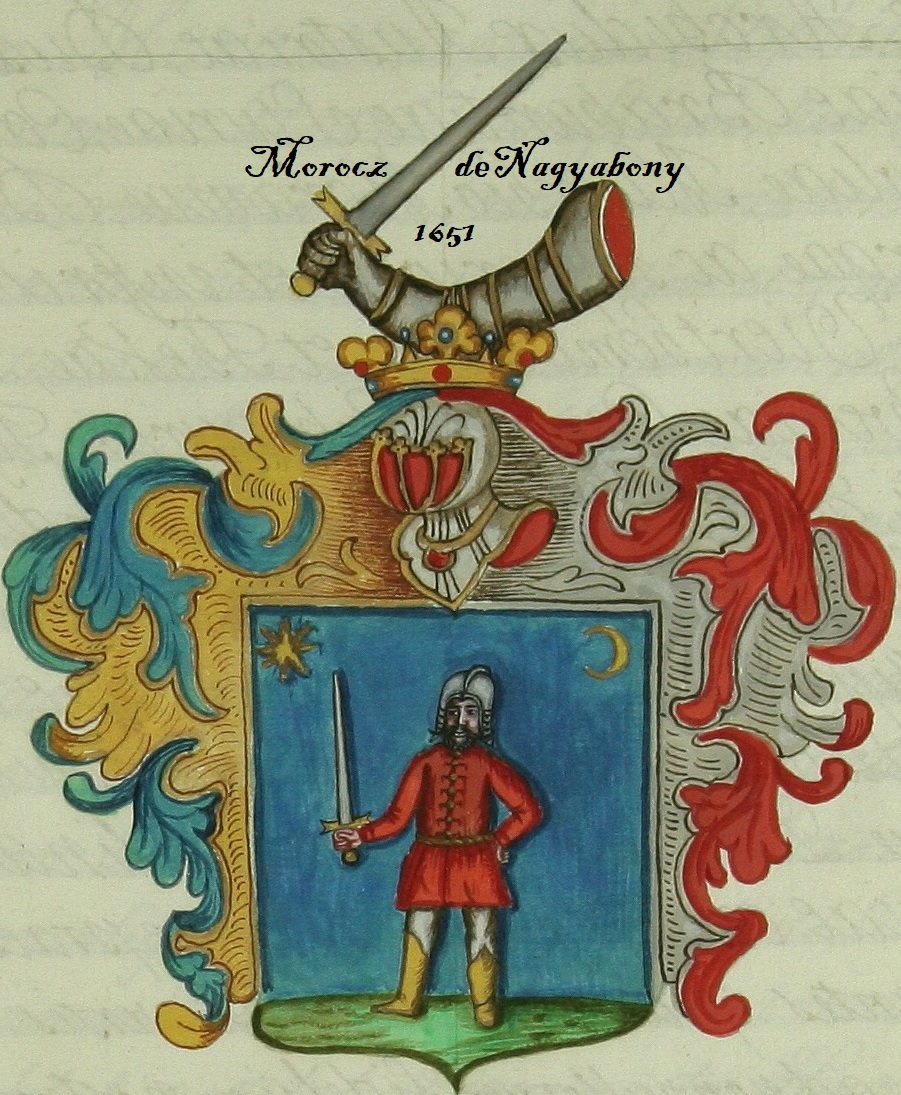
Mórocz von Nagyabony, das Wappen aus dem 17. Jahrhundert

Die Familie Mórocz von Nagyabony trennte sich Ende des 16. Jahrhunderts von der Familie Mórocz aus Beketfalva. Sie waren direkte Nachkommen der mittelalterlichen Familie Mórocz-Karcsai (erhielten 1456 den Status eines „wahren Adeligen“). Georgius, Andreas, Lucas, Joannes und Petrus erhielten 1641 von Ferdinand III. einen Besitz (lateinisch processus inferior insulanus) und 1651 ein neues Wappen. Nagyabony ist ein Dorf östlich von Bratislava. Sie waren Eigentümer eines Grundstücks in Nagyabonyd. Der vollständige Nachname der Familie lautete Mórocz von Nagyabony. In den historischen Quellen wurden sie als Grundbesitzer aus Nagyabony aufgeführt.

## Bemerkenswerte Mitglieder
- Joannes von Móroczkarcsa (13. Jahrhundert), Grundbesitzer des Dorfes namens Móroczkarcsa, bedingter Adliger (Prädialist) des Erzbistums Esztergom
- Wolfgang Mórocz von Beketfalva (1575–1648), Vizepalatin von Ungarn, Unterpräfekt der Hauptstadt Bratislava
- Stephanus Mórocz von Beketfalva (1600/1610–1683), Unterpräfekt der Hauptstadt Bratislava, stellvertretender Bezirksrichter und Mitglied des königlichen Hofes, Ehemann der Baronin Susan Amáde de Wárkony
- Emercius Mórocz Freiherr von Beketfalva (1699–1758), Feldmarschall-Lieutenant, Inhaber des Husarenregiments No.9, Berühmt wurde er 1757 in der Schlacht bei Kolin[5]
- Karl Mórocz von Beketfalva (1700/1720–1795), Husarenmajor. Berühmt wurde er in den Napoleonischen Kriegen
- Ritter Andreas Mórocz von Nagyabony (1891–1958), Held des Ersten Weltkriegs, Kommandeur der Angriffseinheit. Berühmt wurde er in der Schlacht von Jagodina im Jahr 1914. Er wurde zum Ritter geschlagen und Mitglied des Vitéz-Ordens.[6]

## Die Familie Mórocz in der Gegenwart
Der jüngste Nachkomme der Familie ist Róbert Mórocz (* 1985, Bratislava), inoffizieller voller Name ist Ritter Joannes Róbert Mária Mórocz von Nagyabony (ungarisch vitéz nemes). Róbert erbte die Ritterschaft von seinem Urgroßvater, dem Andreas Mórocz Ritter von Nagyabony (1891–1958). Er wurde in Máriapócs von Joseph Karl von Habsburg-Lothringen, Erzherzog von Österreich und Kronprinz von Ungarn, als erblicher Nachfolger der Blutlinie zum Ritter geschlagen. Róbert ist Mitglied des Vitéz-Ordens. Seine Frau ist Andrea Resek (verheiratet mit Mórocz Reseková), deren Ururgroßvater Karl Reszek lange Zeit Richter in Malacky (1856–1867) war, eine Stadt westlich der Region Pressburg.